# テロ組織の旗一覧
テロ組織の旗一覧（てろそしきのはたいちらん）では各国の政府に現在、もしくは過去にテロリストの認定を受けた組織の旗の一覧である。

## 現在テロリスト認定されている組織
| アブ・サヤフ AQIM アンサール・アッ＝ディーン アル・シャバブ (ソマリア) アラビア半島のアルカーイダ ISIL ボコ・ハラム | アンサール・アル＝シャリーア ハラカト・ウル・ジハード・ウル・イスラミ ウズベキスタン・イスラム運動 アルカーイダ ジェマ・イスラミア ヒズブル・イスラム ジェマ・イスラミア | イラクの聖戦アル＝カーイダ組織   |
| インド共産党毛沢東主義派                                                                                            | フィリピン共産党 | 新人民軍                         |
| ファタハ・イスラム                                                                                                  | フィアンナ・ナ・ヘイリアン | ハマース                         |
| グレートイースタンイスラムレイダーズフロント                                                                        | イスラム革命防衛隊における陸軍 | ハラカット・ウル・ムジャヒディン |
| ヒズボラ | アイルランド民族解放軍 | ジャイシュ＝エ＝ムハンマド       |
| イスラム協会(英語版）                                                                                               | アル＝ヌスラ戦線 | カハ                             |
| クルディスタン労働者党                                                                                              | ラシュカレ・タイバ | タミル・イーラム解放のトラ       |
| ロイヤリスト・ボランティア・フォース                                                                                | モジャーヘディーネ・ハルグ | ムスリム同胞団                   |
| 民族解放軍 | パレスチナ解放人民戦線総司令部 | コロンビア革命軍                 |
| 革命的人民解放党・戦線                                                                                              | センデロ・ルミノソ | イスラム革命防衛隊               |
| アル・シャバブ (ソマリア)                                                                                           | テフリーク・エ・ナファズ・エ・シャリアット・エ・モハマディ | アルスター防衛同盟               |
| アルスター義勇軍 | コロンビア自衛軍連合 | ターリバーン                     |
| パキスタン・ターリバーン運動                                                                                        | クー・クラックス・クラン | 神の抵抗軍                       |
| カフカース首長国 | トゥパク・アマル革命運動 | バルーチスターン解放軍           |
| ロシア帝国運動 | ゴドス軍 | シャーム自由人イスラム運動       |
| 東トルキスタンイスラム運動                                                                                          | ムスリム同胞団 | アンサール (ナイジェリア)        |
| アンサール・アル・スンナ軍                                                                                          | ドネツク共和国 (政党) | 灰色の狼                         |
| 統一民族運動 | アラカン・ロヒンギャ救世軍 | クルド民主統一党                 |
| ヒズブ・タフリール                                                                                                  | |                                  |

## 過去にテロリスト認定されたもしくは、現存していない組織
| アフリカ民族会議               | パレスチナ解放民主戦線 | ファタハ                 |
| ネパール共産党統一毛沢東主義派 | コソボ解放軍           | トゥパク・アマル革命運動 |
| 赤い旅団                       | アルメニア解放秘密軍   | レヒ                     |